# 細川匡
細川 匡（ほそかわ ただし、1947年5月8日 - ）は日本の実業家。
FMはつかいち社長。デリカウィング会長。けん玉ワールドカップ廿日市大会会長。広島修道大学特別客員教授。

## 人物
- 実業家のほか、小説家としても活動しており「惣菜翼」のペンネームを用いている[4]。
- 高校時代はサッカー部へ所属していた[5]。
- 大学四年生で結婚[6]。
- はつかいち縦断みやじま国際パワートライアスロン大会の開催に尽力した[7]。

## 経歴
鳥取県日野郡日南町に生まれる。広島県立広島国泰寺高等学校卒業。早稲田大学を経て、コピーライターとして広告代理店に勤務する。
1978年に父が経営をしていた惣菜工場に入社。専務に就任。1983年にはデリカウィング社長に就任。セブン-イレブン広島県第一号の舟入店とも契約を結ぶ。
2007年から廿日市商工会議所の会頭を務める。
2021年、デリカウィング会長となり、経営から退く。

## 栄典
- 旭日小綬章 - 2018年

## 著書
- 『挑戦のみ、よく奇跡を生む』幻冬舎、2021年11月10日
- 『スタンド・ラヴ』幻冬舎、2022年11月7日
- 『イエスタデイを少しだけ』幻冬舎、2024年10月11日